# Liste der Biografien/Schma
Liste der Biografien |
Portal Biografien |
Personensuche
# |
A |
B |
C |
D |
E |
F |
G |
H |
I |
J |
K |
L |
M |
N |
O |
P |
Q |
R |
S |
T |
U |
V |
W |
X |
Y |
Z |
?
 
Sa |
Sb |
Sc |
Sd |
Se |
Sf |
Sg |
Sh |
Si |
Sj |
Sk |
Sl |
Sm |
Sn |
So |
Sp |
Sq |
Sr |
Ss |
St |
Su |
Sv |
Sw |
Sy |
Sz
 
Sca–Sce |
Sch |
Sci–Scz
 
Scha |
Schc |
Schd |
Sche |
Schg |
Schi |
Schj |
Schk |
Schl |
Schm |
Schn |
Scho |
Schp |
Schr |
Schs |
Scht |
Schu |
Schv |
Schw |
Schy
 
Schma |
Schme |
Schmi |
Schmo |
Schmu |
Schmy
Die Liste der Biografien führt alle Personen auf, die in der deutschsprachigen Wikipedia einen Artikel haben. Dieses ist eine Teilliste mit 260 Einträgen von Personen, deren Namen mit den Buchstaben „Schma“ beginnt.

## Schma

### Schmac
- Schmacher, Melanie (* 1978), deutsche Fußballspielerin
- Schmachtenberg, Carl (1848–1933), deutscher Mundartdichter
- Schmachtenberg, Cornelia (* 1991), deutsche Politikerin (CDU), MdL
- Schmachtenberg, Ernst (* 1952), deutscher Hochschullehrer, Professor für Kunststofftechnik, Rektor der RWTH Aachen
- Schmachtenberg, Rolf (* 1959), deutscher Ökonom und beamteter StaatssekretärRolf Schmachtenberg (* 1959)

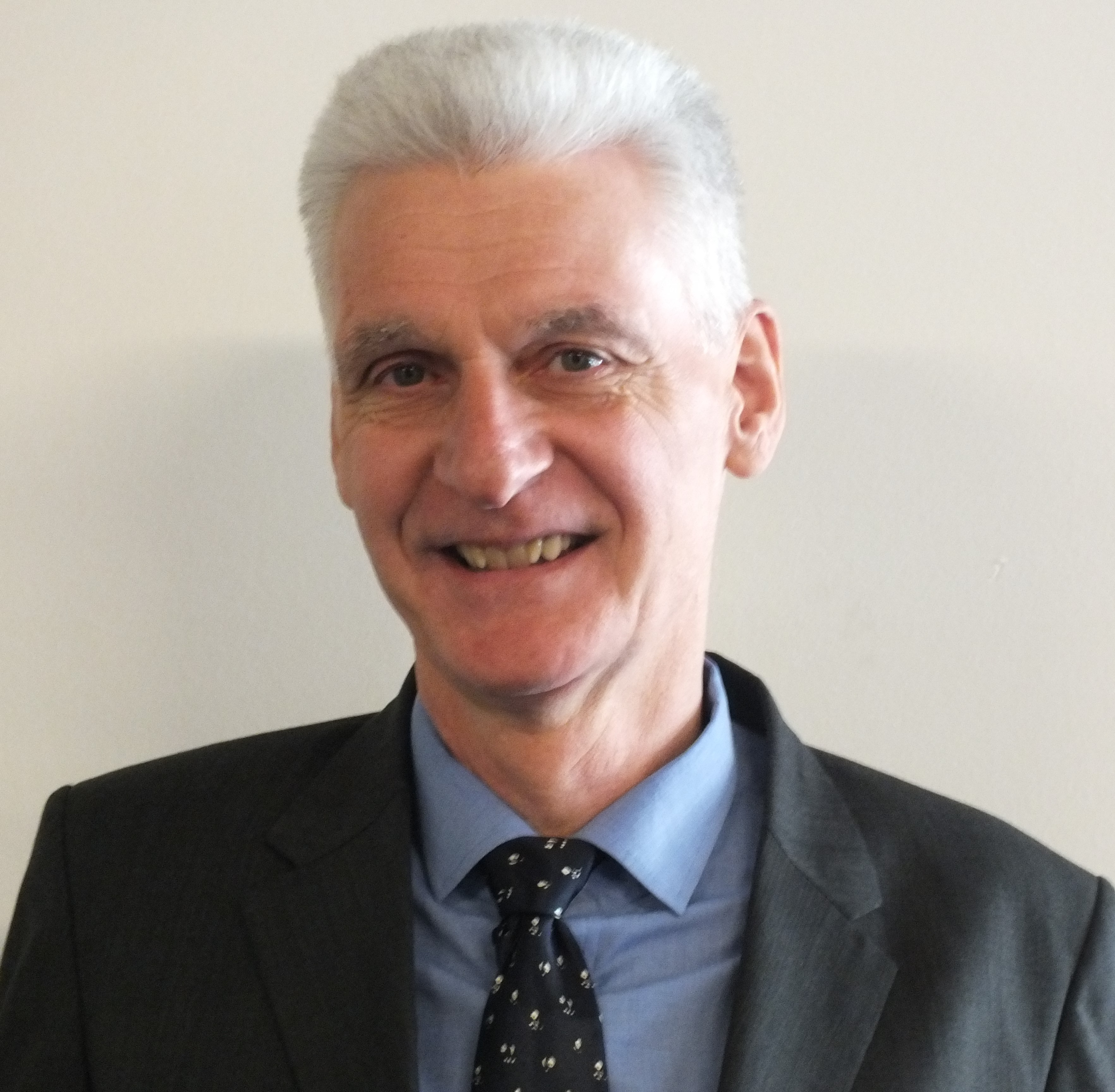
Rolf Schmachtenberg (* 1959)

- Schmachtenberger, Michael († 1640), deutscher Stiftspropst
- Schmachtl, Andreas H. (* 1971), Kinderbuchautor
- Schmack, Kathrin (* 1964), deutsche Rudersportlerin und Innenarchitektin
- Schmäck-Stregen, Emilia (1817–1886), britische Malerin
- Schmacke, Claudia (* 1963), deutsche Installationskünstlerin, Bildhauerin und Dozentin
- Schmacke, Rüdiger-Felix, deutscher Handballspieler und -trainer

### Schmad
- Schmädeke, Frank (* 1965), deutscher Politiker (CDU), MdL
- Schmädeke, Jürgen (1937–2012), deutscher Historiker
- Schmadel, Ernst (* 1938), deutscher Politiker (SPD), MdL
- Schmädel, Gustav, deutscher Theaterschauspieler, Sänger (Bass) und Opernregisseur
- Schmadel, Lutz D. (1942–2016), deutscher Astronom
- Schmadel, Walter (1902–1944), deutscher Journalist
- Schmaderer, Karl (1914–2000), österreichischer Radrennfahrer
- Schmädl, Franz Xaver (1705–1777), deutscher Bildhauer des Rokoko
- Schmadtke, Jörg (* 1964), deutscher Fußballtorhüter und SportmanagerJörg Schmadtke (* 1964)

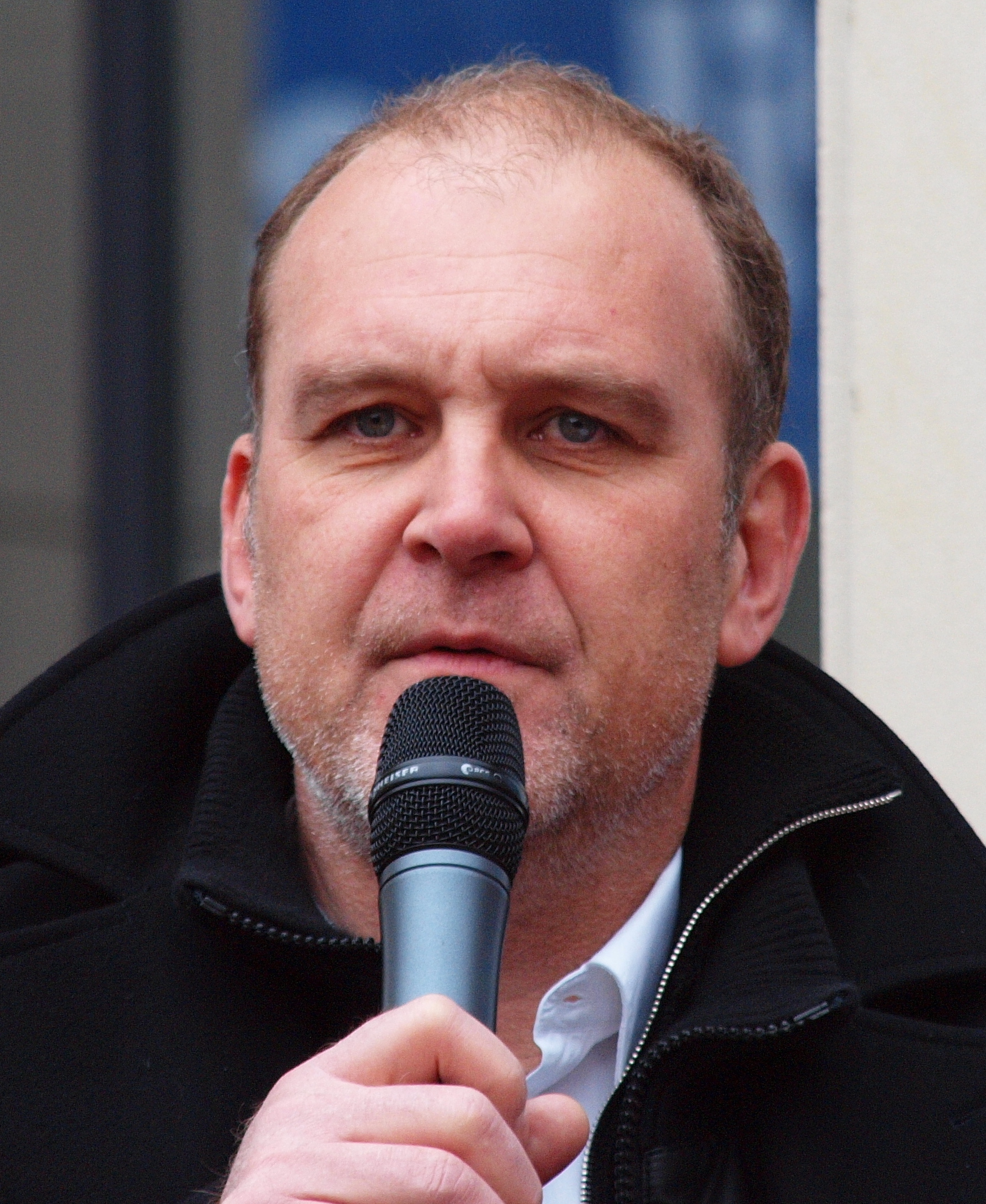
Jörg Schmadtke (* 1964)

- Schmadtke, Manfred (* 1935), deutscher Schrittmacher

### Schmae
- Schmaedel, Joseph von (1847–1923), deutscher Architekt, Fachschriftsteller und Unternehmer
- Schmaedel, Max von (1856–1939), deutscher Porträt- und Genremaler
- Schmaering, Oliver (* 1968), deutscher Dramatiker und Drehbuchautor

### Schmag
- Schmager, Jonas (1978–2019), deutscher Kameramann
- Schmagin, Jewgeni Alexejewitsch (* 1949), russischer Diplomat

### Schmah
- Schmäh, Elias (* 1986), Schweizer Radrennfahrer
- Schmäh, Marco (* 1966), deutscher Wirtschaftsingenieur und Hochschullehrer
- Schmah, Werner (1926–1997), deutscher Sänger
- Schmahl, Carl (1870–1947), deutscher Jurist, Präsident des Landgerichts Wiesbaden
- Schmahl, Christoph Friedrich (1739–1814), deutscher Orgel- und Klavierbauer
- Schmahl, Daniel (* 1969), deutscher Trompeter
- Schmahl, Ewald (1874–1931), deutscher Bildhauer
- Schmahl, Frederik (* 2002), deutscher Fußballspieler
- Schmahl, Georg Friedrich (1700–1773), deutscher Orgelbauer
- Schmahl, Günter (1936–2018), deutscher Physiker, Professor an der Universität Göttingen und Pionier der Röntgenmikroskopie
- Schmahl, Günter (* 1941), deutscher Fußballspieler
- Schmahl, Gustav (1929–2003), deutscher Geiger und Hochschullehrer
- Schmahl, Hans-Jürgen (1929–2012), deutscher Wirtschaftswissenschaftler
- Schmahl, Harald (1912–1964), deutscher Bildhauer
- Schmahl, Hildegard (* 1940), deutsche Film- und Theaterschauspielerin
- Schmahl, Jeanne (1846–1915), französische Journalistin und Feministin
- Schmahl, Johann Matthäus (1734–1793), deutscher Klavier- und Orgelbauer in Ulm
- Schmahl, Leonhard Balthasar (* 1729), deutscher Orgelbauer in Zittau
- Schmahl, Ludwig (* 1943), deutscher Verwaltungsjurist und Diakon
- Schmahl, Stefanie (* 1969), deutsche Juristin und Hochschullehrerin
- Schmähl, Winfried (1942–2025), deutscher Wirtschaftswissenschaftler
- Schmahl-Wolf, Grete (1882–1942), österreichische Journalistin und Schriftstellerin
- Schmähling, Elmar (1937–2021), deutscher Flottillenadmiral und Präsident des MAD

### Schmai
- Schmailzl, Kurt (* 1952), deutscher Arzt und Sozialwissenschaftler

### Schmak
- Schmäke, Karl-Heinz (* 1944), deutscher Kunstgießer und ehemaliger Hochschullehrer
- Schmakin, Stanislaw Witaljewitsch (* 1982), russischer Eishockeyspieler
- Schmakow, Nikolai Michailowitsch († 1993), sowjetischer Ringer
- Schmakow, Witali (* 1961), belarussischer Badmintonspieler

### Schmal
- Schmal, Adolf (1872–1919), österreichischer Fecht- und Radsportler, Motorjournalist
- Schmal, Karl-Heinz (* 1929), deutscher Fußballspieler
- Schmal, Oskar (1904–1976), österreichischer Maler und Graphiker
- Schmal, Polina (* 2004), deutsche Schauspielerin
- Schmalbach, Gustav (1880–1931), deutscher Unternehmer
- Schmalbach, Heinrich (1838–1909), hessischer Politiker (HBB)
- Schmalbach, Willi (1876–1929), deutscher Unternehmer
- Schmalbauch, Andreas (1851–1904), Unternehmer
- Schmalbrock, Julia (* 1981), deutsche Schauspielerin
- Schmald, Walter (1917–1944), Mitglied des Sicherheitsdienstes
- Schmale, Dietmar (* 1967), deutscher Konzeptkünstler
- Schmale, Franz-Josef (1924–2015), deutscher Historiker
- Schmale, Helmut (1934–2024), deutscher Pfarrer und Autor
- Schmale, Hugo (1931–2023), deutscher Psychologe und Hochschullehrer
- Schmale, Karlheinz (1933–2011), deutscher Theologe
- Schmale, Toni (* 1980), deutsche Künstlerin und ehemalige Fußballspielerin
- Schmale, Wolfgang (* 1956), deutscher Historiker
- Schmale-Ott, Irene (1916–2010), deutsche Kunsthistorikerin
- Schmalebecker, Johannes († 1522), Abt des Benediktinerklosters Liesborn (1490–1522)
- Schmalen, Helmut (1944–2002), deutscher Ökonom
- Schmalen, Laurent (* 1979), luxemburgischer Nachrichtentechniker
- Schmalenbach, Curt (1910–1944), deutscher Arzt der nationalsozialistischen „Euthanasie“-Aktion T4
- Schmalenbach, Dirk (* 1950), deutscher Komponist, Arrangeur, Texter, Violinist, Keyboarder, Tontechniker und MusikproduzentDirk Schmalenbach (* 1950)

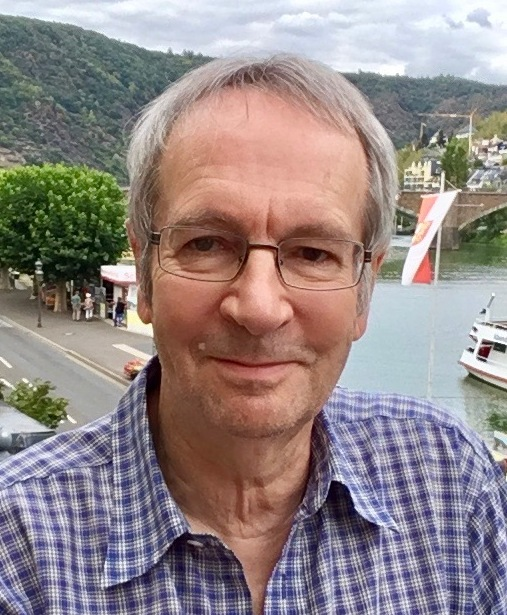
Dirk Schmalenbach (* 1950)

- Schmalenbach, Eugen (1873–1955), deutscher Wirtschaftswissenschaftler; gilt als Begründer der Betriebswirtschaftslehre als akademisches Lehrfach
- Schmalenbach, Fritz (1909–1984), deutscher Kunsthistoriker
- Schmalenbach, Gertrud (* 1950), deutsche Musikerin und Texterin
- Schmalenbach, Herman (1885–1950), deutscher Philosoph
- Schmalenbach, Kai (* 1970), deutscher Politiker (PIRATEN), MdL
- Schmalenbach, Kirsten (* 1967), deutsche Rechtswissenschaftlerin und Hochschullehrerin
- Schmalenbach, Marie (1835–1924), deutsche Pfarrersfrau und Autorin
- Schmalenbach, Roswitha (1923–2002), Schweizer Schauspielerin und Radiomoderatorin
- Schmalenbach, Theodor (1831–1901), deutscher evangelischer Theologe und Superintendent
- Schmalenbach, Werner (1920–2010), deutsch-schweizerischer Kunsthistoriker
- Schmalenberg, Katharina (* 1973), deutsche Theaterschauspielerin
- Schmalensee, Dietrich Karl Ludwig von (1768–1857), preußischer Generalleutnant
- Schmalensee, Gregorius Friedrich von (1720–1783), Landrat des Usedom-Wollinschen Kreises
- Schmalensee, Ludwig Dietrich Karl von (1762–1826), preußischer Generalmajor
- Schmalensee, Richard (* 1944), US-amerikanischer Ökonom
- Schmäler, Nils (* 1969), deutscher Fußballspieler
- Schmäler, Olaf (* 1969), deutscher Fußballspieler
- Schmalew, Timofei Iwanowitsch (1736–1789), russischer Offizier und Kommandant von Kamtschatka
- Schmalfeld, Karin (* 1976), deutsche Orientierungsläuferin
- Schmalfeld, Rudolf (1858–1922), deutscher Sänger (Tenor) und Gesangspädagoge
- Schmalfeldt, Barbara (* 1965), deutsche Gynäkologin und Hochschullehrerin
- Schmalfeldt, Carmen (* 1976), deutsche Radiomoderatorin
- Schmalfeldt, Hinrich (1850–1937), deutscher Zigarrenmacher, Politiker (SPD, USPD), MdBB, MdR
- Schmalfus, Cosmas (1730–1811), böhmischer Augustinerpater und Hochschullehrer
- Schmalfuß, Albin, deutscher Kunstmaler
- Schmalfuß, Andreas (* 1966), deutscher Politiker (FDP), MdL
- Schmalfuß, Conny (* 1975), deutsche Wasserspringerin
- Schmalfuß, Emil (* 1946), deutscher Politiker, Landesminister in Schleswig-Holstein
- Schmalfuß, Erhard (* 1924), deutscher Fußballspieler
- Schmalfuss, Gustav (1856–1921), deutscher Gynäkologe
- Schmalfuß, Hannes (1893–1966), deutscher Schriftsteller
- Schmalfuß, Hans (1894–1955), deutscher Chemiker und Hochschullehrer
- Schmalfuß, Karl (1904–1976), deutscher Agrikulturchemiker und Bodenkundler
- Schmalfuß, Karl-Heinz (* 1929), deutscher Polizeioffizier und Generalmajor der VP
- Schmalfuss, Peter (1937–2008), deutscher Pianist
- Schmalfuß, Rudolf (1890–1957), deutscher Maler, Zeichner und Graphiker
- Schmalhausen Panizo, Kay Martin (* 1964), peruanischer Ordensgeistlicher, römisch-katholischer Prälat von Ayaviri
- Schmalhausen, Bernd (* 1949), deutscher Jurist und Justizhistoriker
- Schmalhausen, Iwan Iwanowitsch (1884–1963), russischer Zoologe und Evolutionsbiologe
- Schmalhausen, Johannes Theodor (1849–1894), russischer Botaniker und Paläobotaniker
- Schmalhofer, Karl (1871–1960), österreichischer Architekt
- Schmalhorst, Leopold (* 1886), deutscher Architekt, Siedlungskommissar, Gauwohnungskommissar, Reichsheimstättenleiter und Politiker
- Schmalian, Jörg (* 1965), deutscher Physiker
- Schmäling, Rudolf (1898–1976), deutscher SD-Mitarbeiter, SS-Führer und Kriegsverbrecher
- Schmalix, Adolf (1890–1956), deutscher antisemitischer Politiker und Wochenblattherausgeber
- Schmalix, Heinz (1910–1975), deutscher Feldhockeyspieler
- Schmalix, Hubert (1952–2025), österreichischer bildender Künstler
- Schmalkalden, Caspar (1616–1673), deutscher Soldat in holländischen Diensten, Forschungsreisender und Reiseschriftsteller
- Schmalkalder, Samson (* 1662), Ingenieuroffizier und Kartograph in den Truppen des Schwäbischen Reichskreises
- Schmalko, Wiktor Jurjewitsch (* 1990), russischer Radsportler
- Schmall, Jörg (* 1943), deutscher Regattasegler
- Schmall, Josef (1925–2003), österreichischer Politiker (ÖVP), Landtagsabgeordneter im Burgenland
- Schmalöer, Volker, deutscher Theaterregisseur
- Schmalohr, Emil (1927–2018), deutscher Entwicklungspsychologe und Pädagogischer Psychologe
- Schmalor, Hermann-Josef (* 1951), deutscher Bibliothekar
- Schmalstich, Clemens (1880–1960), deutscher Komponist und Dirigent
- Schmalstieg, Dieter (* 1971), österreichischer Informatiker und Hochschullehrer
- Schmalstieg, Herbert (* 1943), deutscher Politiker (SPD), MdL, Oberbürgermeister der Landeshauptstadt HannoverHerbert Schmalstieg (* 1943)

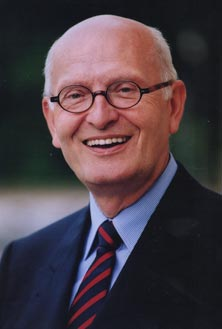
Herbert Schmalstieg (* 1943)

- Schmaltz, Albert (1850–1923), sächsischer Generalmajor
- Schmaltz, Bernhard (* 1941), deutscher Klassischer Archäologe
- Schmaltz, Christian von (1787–1865), bayerischer Offizier, griechischer Kriegsminister
- Schmaltz, Christiane (* 1970), deutsche Juristin, Richterin am Bundesgerichtshof und Mitglied des Schleswig-Holsteinischen Landesverfassungsgerichts
- Schmaltz, Friedrich (1868–1949), deutscher evangelisch-lutherischer Geistlicher
- Schmaltz, Georg (1862–1943), deutscher Amtshauptmann und Jurist
- Schmaltz, Gustav (1884–1959), deutscher Ingenieur, Unternehmer, Materialwissenschaftler, Physiologe, Psychotherapeut und Hochschullehrer
- Schmaltz, Johann Stephan (1715–1784), deutscher Orgelbauer
- Schmaltz, Jordan (* 1993), US-amerikanischer Eishockeyspieler
- Schmaltz, Julien-Désiré (1771–1827), Gouverneur des Senegal
- Schmaltz, K-L (* 1932), deutscher bildender Künstler
- Schmaltz, Karl (1867–1940), deutscher evangelischer Theologe und Kirchenhistoriker
- Schmaltz, Kurt (1900–1995), deutscher Wirtschaftswissenschaftler
- Schmaltz, Moritz Ferdinand (1785–1860), deutscher lutherischer Theologe
- Schmaltz, Nick (* 1996), US-amerikanischer Eishockeyspieler
- Schmaltz, Reine (1776–1845), französische Gouverneursfrau an Bord der Méduse
- Schmaltz, Reinhold (1860–1945), deutscher Tierarzt und Hochschullehrer
- Schmaltz, Roland (* 1974), deutscher Schachspieler
- Schmaltz, Tad (* 1960), US-amerikanischer Philosoph
- Schmaltz, Wolfgang (1898–1964), deutscher Diplomat
- Schmalwieser, Josef (1905–1942), österreichischer Musiker und Konzertmeister
- Schmalwieser, Peter (1703–1757), österreichischer Geheimprotestant und Exulant
- Schmalz, Albert (1802–1894), sächsischer Generalleutnant
- Schmalz, Arndt von (1872–1918), sächsischer Oberst
- Schmalz, Auguste Amalie (1771–1848), deutsche Opernsängerin (Sopran) und Gesangspädagogin
- Schmalz, C. A. (1887–1966), Schweizer Zeichner, Keramiker, Töpfer, Plastiker und Maler
- Schmalz, Dana (* 1987), deutsche Rechtswissenschaftlerin und Autorin
- Schmalz, Ferdinand (* 1985), österreichischer Dramatiker und Prosa-AutorFerdinand Schmalz (* 1985)

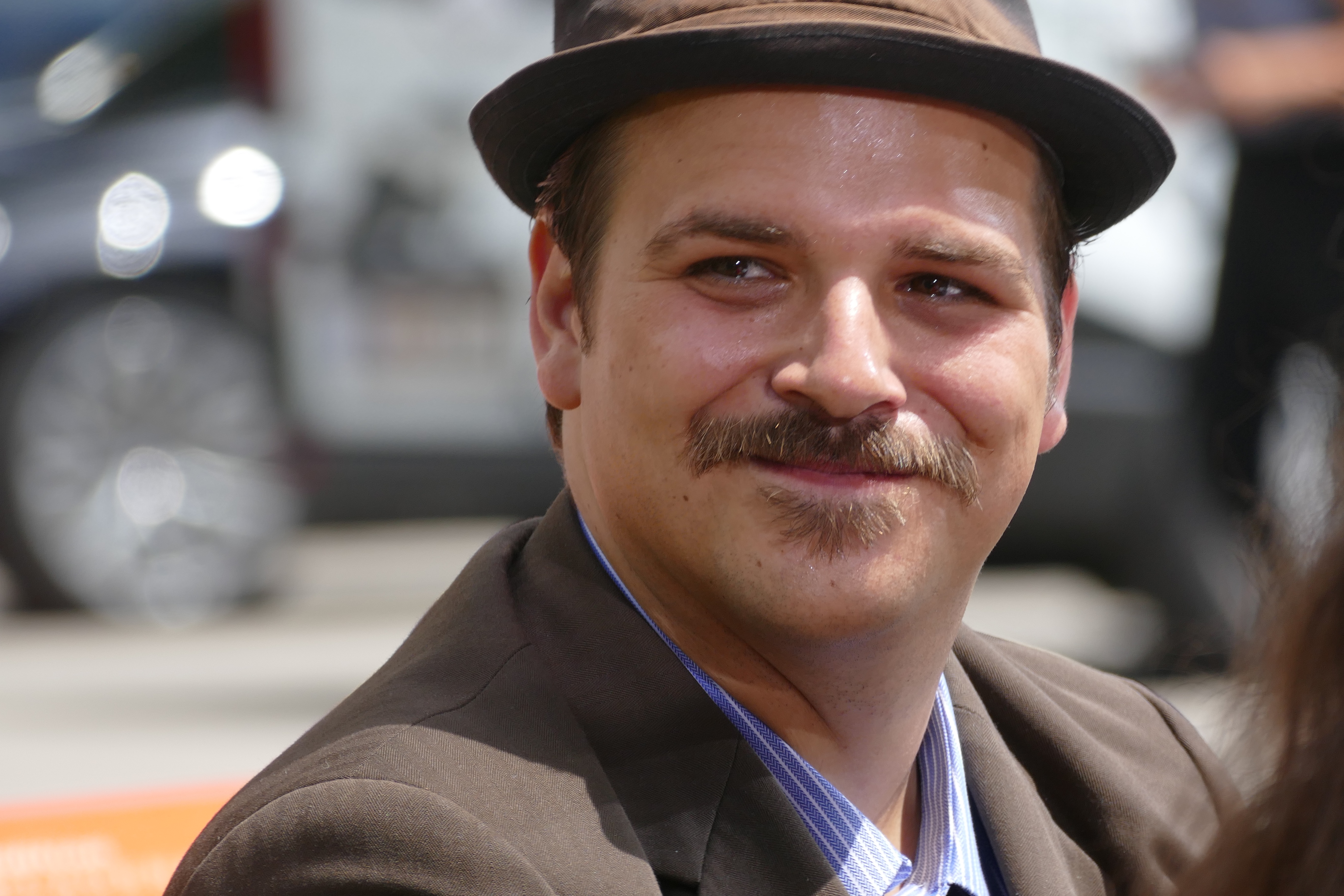
Ferdinand Schmalz (* 1985)

- Schmalz, Friedrich (1781–1847), deutscher Agrarwissenschaftler
- Schmalz, Gisela (* 1970), deutsche Wirtschaftswissenschaftlerin und Journalistin
- Schmalz, Hans-Günther (* 1957), deutscher Chemiker und Professor für Organische Chemie an der Universität zu Köln
- Schmalz, Hellmut (1905–1982), deutscher Politiker (KPD), MdL
- Schmalz, Hellmut (1924–1998), deutscher Agrarwissenschaftler und Pflanzenzüchter
- Schmalz, Herbert (1856–1935), britischer Maler
- Schmalz, Hermann (1807–1879), deutscher Hochschullehrer und Politiker, MdR, Kulturpolitiker und Landrat in Ostpreußen
- Schmalz, Josef (1932–2014), deutscher Musiker, Komponist, Arrangeur und Kapellmeister
- Schmalz, Josef Georg (1804–1845), österreichischer Dramatiker, Spielleiter und Köhler
- Schmalz, Karl August (1803–1875), deutscher Guts- und Brandweinfabrikbesitzer und Politiker, MdL
- Schmalz, Karl Gustav (1775–1849), deutscher Arzt und Autor
- Schmalz, Karl-Heinz (* 1930), deutscher Leichtathlet
- Schmalz, Klaus (1928–2012), deutscher Rechtsanwalt
- Schmalz, Kurt (1906–1964), deutscher Politiker (NSDAP), MdRKurt Schmalz (1906–1964)

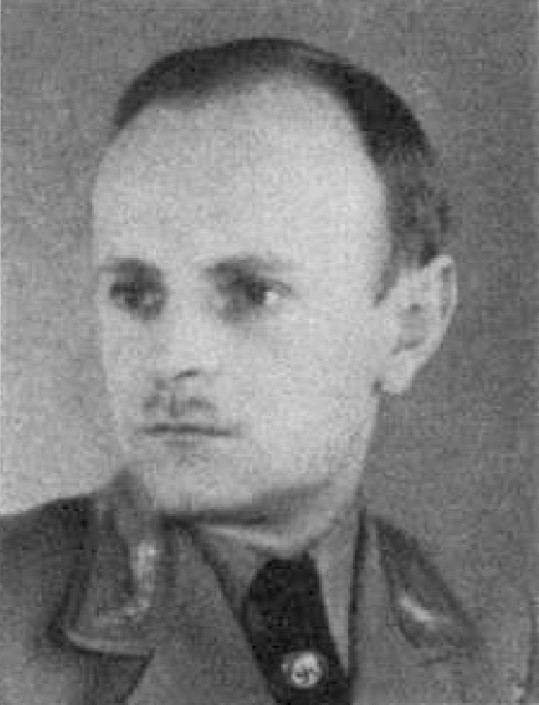
Kurt Schmalz (1906–1964)

- Schmalz, Kurt von (1843–1919), sächsischer Generalleutnant
- Schmalz, Martin (* 1984), deutscher Ökonom
- Schmalz, Peter (* 1943), deutscher Journalist und Chefredakteur des Bayernkurier
- Schmalz, Robert, deutscher Synchronsprecher
- Schmalz, Theodor (1760–1831), deutscher Kameral- und Rechtswissenschaftler; erster Rektor der Universität Berlin
- Schmalz, Ulrich (* 1939), deutscher Politiker (CDU), MdL, MdB
- Schmalz, Valentin (1572–1622), deutscher Theologe und Vertreter des antitrinitarischen Unitarismus
- Schmalz, Wilhelm (1901–1983), deutscher Offizier, zuletzt Generalleutnant im Zweiten Weltkrieg
- Schmalz-Bruns, Rainer (1954–2020), deutscher Politikwissenschaftler und Hochschullehrer
- Schmalz-Jacobsen, Cornelia (* 1934), deutsche Politikerin (FDP), MdBCornelia Schmalz-Jacobsen (* 1934)

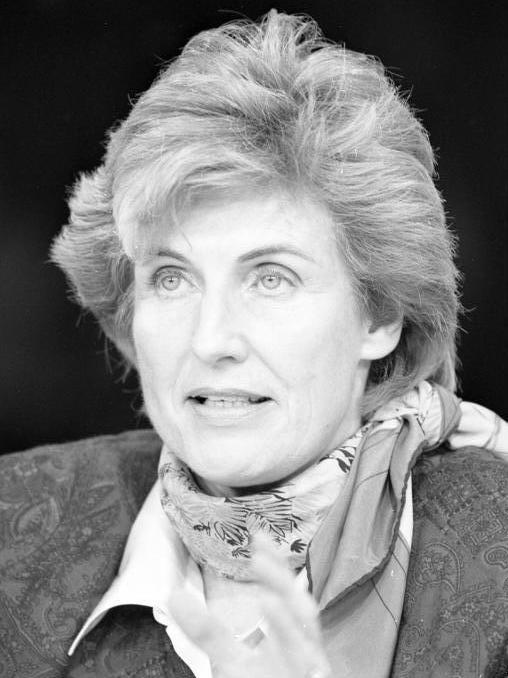
Cornelia Schmalz-Jacobsen (* 1934)

- Schmalzbauer, Karl (1895–1967), österreichischer Politiker (ÖVP), Landtagsabgeordneter
- Schmalzer, Alfred (1912–1944), österreichischer Handballspieler
- Schmälzger, Hermann (1893–1955), deutscher Politiker (SPD), MdL
- Schmalzgrueber, Franz (1663–1735), deutscher Jesuit, Theologe und Hochschullehrer
- Schmalzhofer, Josef (1835–1920), österreichischer Architekt
- Schmalzl, Franz (1843–1924), österreichischer Bildhauer und Altarbauer
- Schmalzl, Franz (* 1927), deutscher Fußballtorwart
- Schmalzl, Helmuth (* 1948), italienischer Skirennläufer
- Schmalzl, Johannes (* 1965), deutscher Verwaltungsjurist und Regierungspräsident
- Schmalzl, Max (1850–1930), deutscher Kirchenmaler, Ordensbruder, Redemptorist
- Schmalzl, Sandro (* 1984), deutscher Ingenieur und klassischer Sänger (Tenor)
- Schmälzle, Udo (* 1943), deutscher römisch-katholischer Theologe
- Schmalzried, Hermann (* 1932), deutscher Chemiker (Physikalische Chemie, Festkörperchemie)
- Schmalzriedt, Egidius (1935–2003), deutscher Klassischer Philologe und Philosophiehistoriker
- Schmalzriedt, Siegfried (1941–2008), deutscher Musikwissenschaftler

### Schman
- Schmanck, Burghard (1938–2019), deutscher Lehrer und Politiker (REP)
- Schmandke, Horst (1935–2021), deutscher Chemiker, Ernährungswissenschaftler und Hochschullehrer
- Schmandt, Edgar (1929–2019), deutscher Maler
- Schmandt, Hans (1920–1993), deutscher Maler, Graphiker und Bildhauer
- Schmandt-Besserat, Denise (* 1933), US-amerikanische Altorientalistin

### Schmar
- Schmarda, Ludwig Karl (1819–1908), österreichischer Zoologe und Forschungsreisender
- Schmarje, Julius (1844–1902), deutscher Autor und Lehrer
- Schmarje, Walther (1872–1921), deutscher Bildhauer
- Schmarow, Waleri Walentinowitsch (* 1965), russischer Fußballspieler
- Schmarsow, August (1853–1936), deutscher Kunsthistoriker
- Schmartz, Gilbert (1937–2020), luxemburgischer Radrennfahrer

### Schmas
- Schmäschke, Dierk (* 1958), deutscher Handballspieler und HandballmanagerDierk Schmäschke (* 1958)

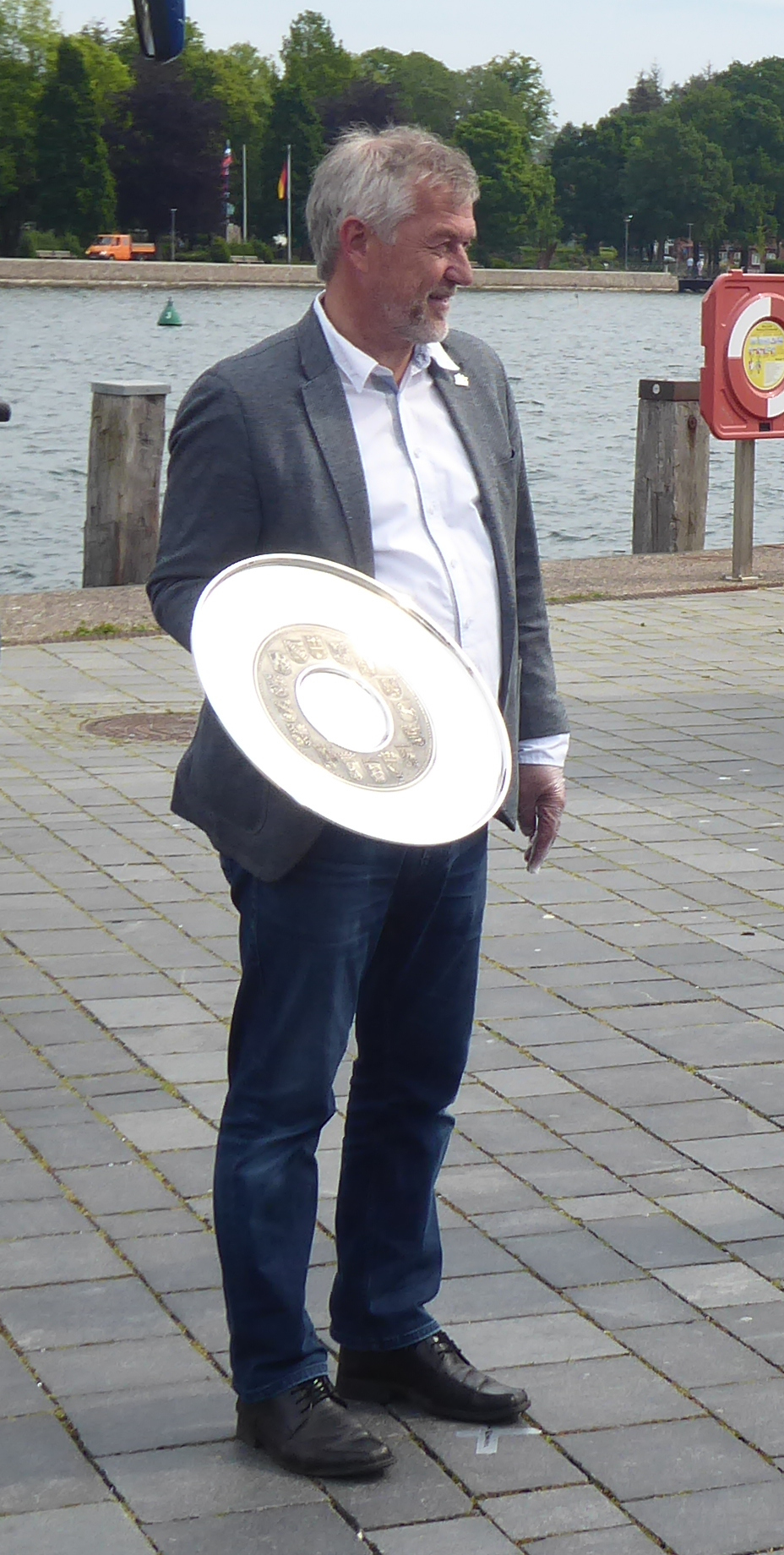
Dierk Schmäschke (* 1958)

- Schmäschke, Kaja (* 1988), deutsche Handballspielerin
- Schmäschke, Oliver (* 1985), deutscher Volleyballspieler
- Schmasow, Alfred (1862–1924), deutscher Schauspieler, Komiker und Autor
- Schmassmann, Niggi (* 1960), Schweizer Motorradrennfahrer

### Schmat
- Schmatelka, Anne (* 1965), deutsche Pferdefachbuchautorin
- Schmatenko, Julija (* 1991), ukrainische Leichtathletin
- Schmatko, Mykola (1943–2020), ukrainischer Bildhauer und Maler
- Schmatko, Sergei Iwanowitsch (1966–2021), russischer Politiker
- Schmatz, Ferdinand (* 1953), österreichischer Schriftsteller
- Schmatz, Franz (1870–1953), österreichischer Politiker (CSP), Landtagsabgeordneter
- Schmatz, Gerhard (1929–2005), deutscher Bergsteiger
- Schmatz, Hannelore (1940–1979), deutsche Bergsteigerin
- Schmatz, Sabrina (* 1983), deutsche Comicautorin, Comiczeichnerin, Mangaka und Illustratorin
- Schmatz, Stefan (* 1968), deutscher Physikochemiker und Theoretischer Chemiker
- Schmatz, Wolfgang (* 1962), deutscher Triathlet

### Schmau
- Schmäu, Heinz (1907–1986), deutscher Typograf und in der DDR Fachschullehrer
- Schmauch, Hans (1887–1966), deutscher Gymnasiallehrer, Landeshistoriker des Ermlands
- Schmauch, Jochen (1924–1984), deutscher Pädagoge, Entwicklungshelfer und Sachbuchautor
- Schmauch, Ulrike (* 1949), deutsche Sozialwissenschaftlerin und Professorin an der Fachhochschule Frankfurt am Main
- Schmauch, Werner (1905–1964), deutscher Theologe
- Schmauch, Werner-Christoph (* 1935), deutscher Theologe
- Schmauder, Andreas (* 1966), deutscher Historiker und Archivar
- Schmauder, Doris (1929–1998), deutsche Bildhauerin und Malerin
- Schmauder, Georg (1909–1982), deutscher Agrarwissenschaftler und Hochschullehrer
- Schmauder, Martin (* 1962), deutscher Ingenieur, Arbeitswissenschaftler und Hochschullehrer
- Schmauks, Dagmar (* 1950), deutsche Semiotikerin und Hochschullehrerin
- Schmaus, Alois (1901–1970), deutscher Slawist und Balkanologe
- Schmaus, Anton (1910–1934), deutscher Zimmermann, Mordopfer der Köpenicker Blutnacht (SPD)
- Schmaus, Anton (* 1981), deutscher Koch
- Schmaus, Cornelia (* 1946), deutsche Schauspielerin
- Schmaus, Johann (1879–1933), deutscher Sozialdemokrat, Gewerkschafter, Opfer der Köpenicker Blutwoche
- Schmaus, Leonhardus, österreichischer Arzt
- Schmaus, Margarete (1903–1988), österreichische Kindergartenpädagogin
- Schmaus, Marion (* 1969), deutsche Germanistin
- Schmaus, Michael (1897–1993), deutscher katholischer Theologe, Dogmatiker
- Schmaus, Sebastian (* 1983), deutscher Politiker (NPD)
- Schmaus, Willibald (1911–1979), deutscher und österreichischer Fußballspieler
- Schmauser, Ernst-Heinrich (* 1890), deutscher Politiker (NSDAP), MdR und HSSPF Breslau
- Schmauser, Thomas (* 1972), deutscher SchauspielerThomas Schmauser (* 1972)

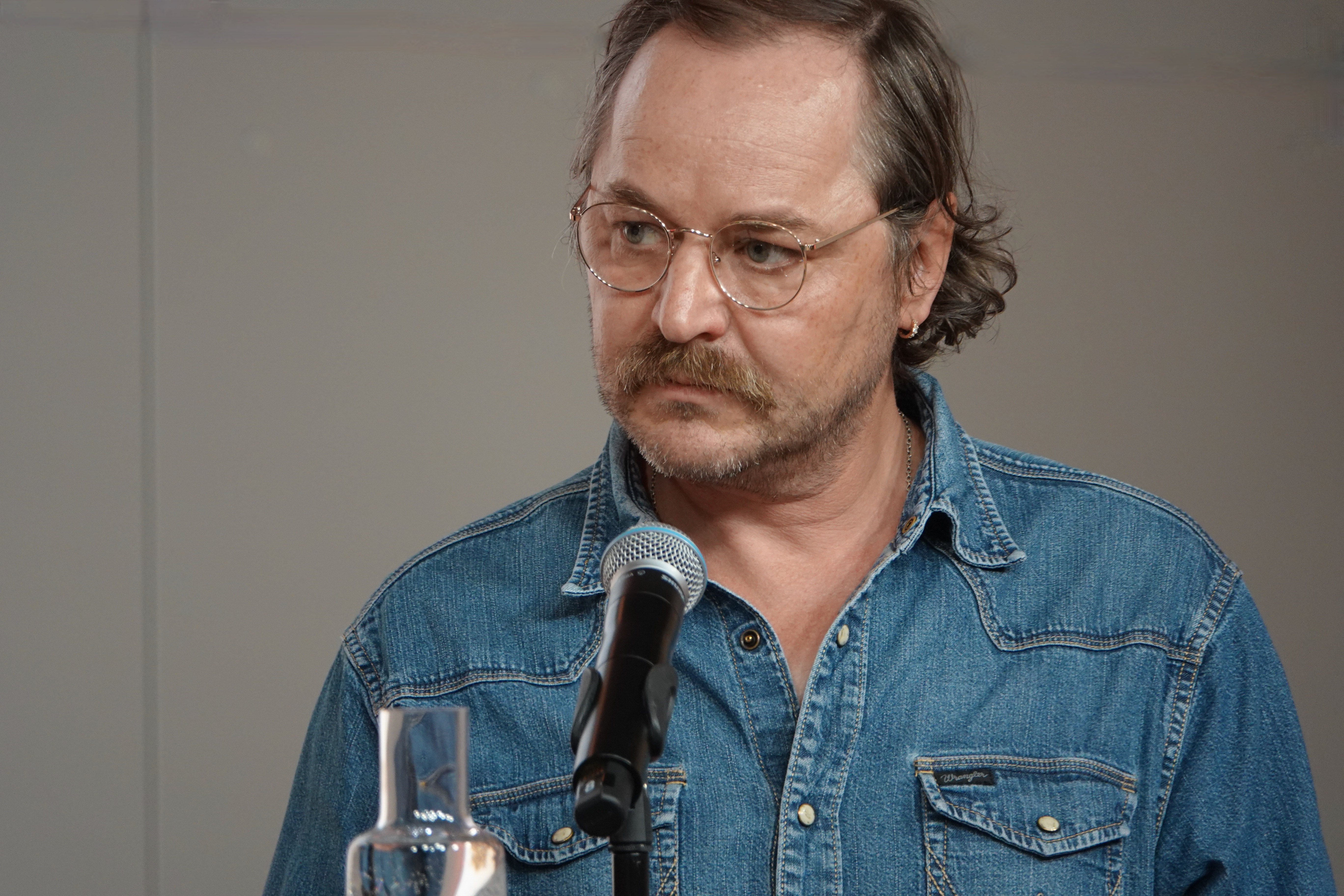
Thomas Schmauser (* 1972)

- Schmauss, Albert K. (1915–2010), deutscher Chirurg und Hochschullehrer
- Schmauß, August (1877–1954), deutscher Meteorologe, Klimatologe und Hochschullehrer
- Schmauß, Friedrich von (1792–1846), bayerischer Oberst und Festungsbaumeister
- Schmauß, Johann Jakob (1690–1757), deutscher Rechtswissenschaftler, Historiker und Hochschullehrer
- Schmauß, Joseph von (1863–1932), bayerischer Generalleutnant
- Schmaußer, Harald (* 1946), deutscher Grafiker und Maler
- Schmautz, Bobby (1945–2021), kanadischer Eishockeyspieler